# Villiers-aux-Corneilles
Villiers-aux-Corneilles település Franciaországban, Marne megyében. Lakosainak száma 113 fő (2022. január 1.). Villiers-aux-Corneilles La Celle-sous-Chantemerle, Conflans-sur-Seine, Esclavolles-Lurey, Marcilly-sur-Seine, Potangis és Saron-sur-Aube községekkel határos.

## Népesség
A település népessége az elmúlt években az alábbi módon változott:
| Lakosok száma | 78   | 80   | 79   | 89   | 100  | 106  | 109  | 111  | 110  | 113  |
|               | 1968 | 1982 | 1990 | 2006 | 2013 | 2015 | 2017 | 2019 | 2020 | 2022 |